# Jászszentandrás
Jászszentandrás là một thị trấn thuộc hạt Jász-Nagykun-Szolnok, Hungary. Thị trấn này có diện tích 44,33 km², dân số năm 2010 là 2446 người, mật độ 55 người/km².